# 大阪市立大桐中学校
大阪市立大桐中学校（おおさかしりつ だいどうちゅうがっこう）は、大阪府大阪市東淀川区にある公立中学校。
校区は新興住宅地に位置する。

## 沿革
地域の生徒数増加に伴い、東淀川区で8番目の中学校として1979年に大阪市立瑞光中学校から分離開校した。従来の瑞光中学校の校区から大阪市立大桐小学校校区を分離し、その時点では1・2年生の生徒のみが在籍した。この際、校区在住の2年生を瑞光中学校から移籍させている。
- 1978年9月6日 - 東淀川区北大道町1-145、校舎建設予定地で地鎮祭。
- 1979年4月1日 - 大阪市立大桐中学校として、現在地に開校。
- 1980年4月15日 - 校歌制定、PTA結成。
- 1980年9月17日 - 開校記念式典を実施。
- 1985年4月1日 - 養護学級を開設。

## 通学区域
- 大阪市立大桐小学校と大阪市立大道南小学校の通学区域。

大阪市東淀川区 大桐1-5丁目、大道南1-3丁目。

## 交通
- 地下鉄今里筋線 瑞光四丁目駅 南東へ約700m。
- 地下鉄今里筋線 だいどう豊里駅 北東へ約900m。